# Eny Erlangga
Eny Erlangga (* 2. April 1981) ist eine ehemalige indonesische Badmintonspielerin.

## Karriere
Eny Erlangga gewann in der Saison 1998/1999 die Deutschen Internationalen Juniorenmeisterschaften. 2001 siegte sie bei den Thailand Open und wurde Dritte bei den Indonesia Open. Bei der Asienmeisterschaft des gleichen Jahres gewann sie Bronze im Damendoppel mit Jo Novita. 2003 erkämpfte sie sich Silber bei den Südostasienspielen.

## Erfolge
| Saison | Veranstaltung      | Disziplin   | Platz | Name                                     |
| ------ | ------------------ | ----------- | ----- | ---------------------------------------- |
| 1999   | German Juniors     | Mixed       | 1     | Hendri Kurniawan Saputra / Enny Erlangga |
| 2001   | Thailand Open      | Damendoppel | 1     | Eny Erlangga / Jo Novita                 |
| 2001   | Asienmeisterschaft | Damendoppel | 3     | Eny Erlangga / Jo Novita                 |
| 2001   | Indonesia Open     | Damendoppel | 3     | Eny Erlangga / Jo Novita                 |
| 2002   | Japan Open         | Damendoppel | 5     | Eny Erlangga / Jo Novita                 |
| 2003   | Südostasienspiele  | Damendoppel | 2     | Eny Erlangga / Lilyana Natsir            |